# Nikola Schekow

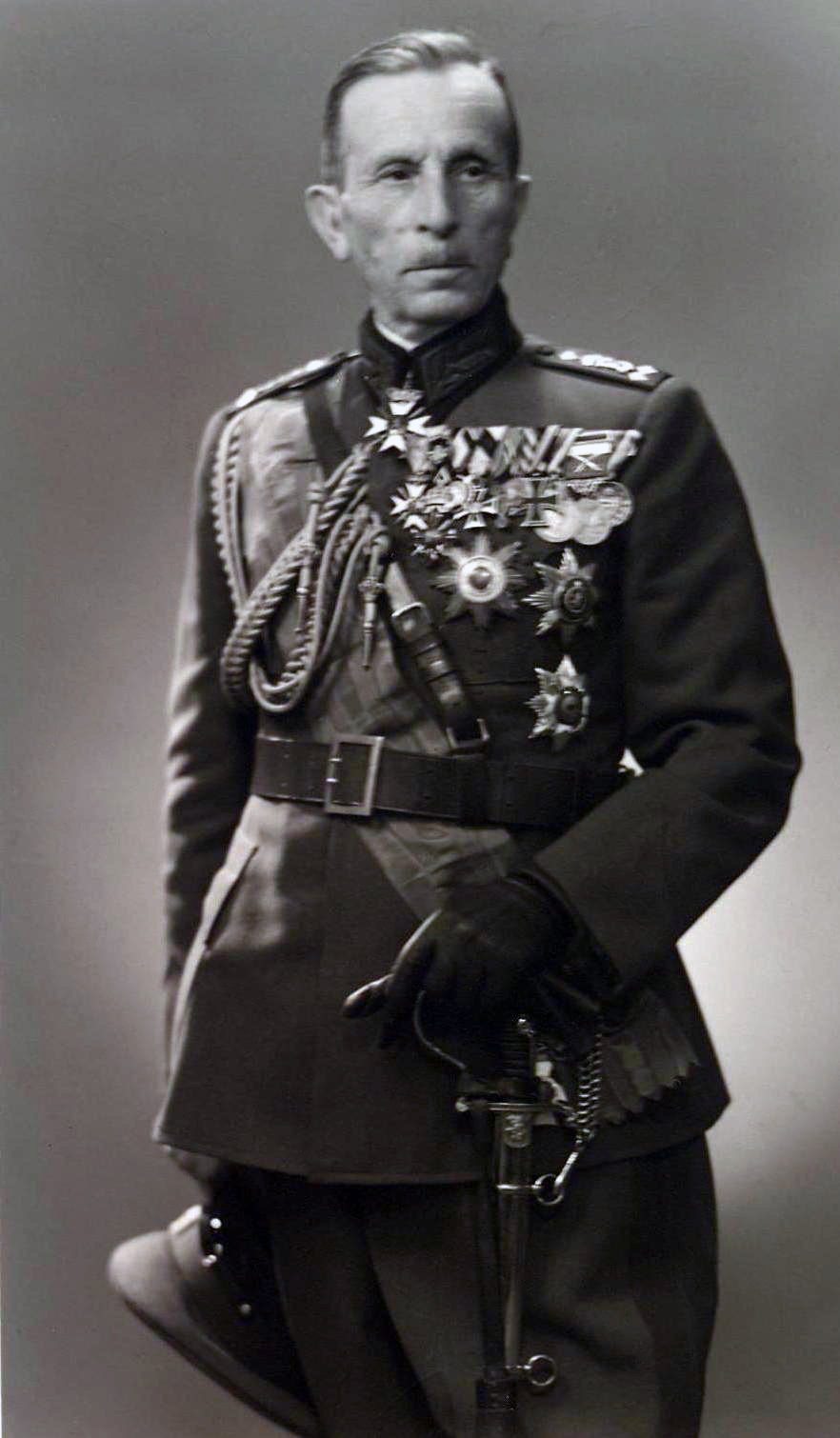
Nikola Schekow

Nikola Todorow Schekow (auch Nikola Todorov Zhekov geschrieben); bulgarisch Никола Тодоров Жеков; * (25. Dezember 1864jul. / 6. Januar 1865greg. in Sliwen; † 1. November 1949 in Füssen) war ein bulgarischer General der Infanterie sowie Kriegsminister und Oberbefehlshaber der bulgarischen Armee während des Ersten Weltkrieges.

## Leben
Nachdem Schekow das Klassische Gymnasium in Sofia absolvierte, trat er 1885 als Junker in die Offiziersschule Sofia ein und nahm im November des gleichen Jahre als Freiwilliger am Serbisch-Bulgarischen Krieg teil. 1887 erfolgte seine Ernennung zum Leutnant und in den folgenden Jahren hatte er verschiedene Dienststellungen inne. Im Februar 1912 ernannte man ihn zum Chef der Militärschule Sofia und ab 12. Dezember 1912 fungierte er als Chef des Generalstabes der 2. Armee. 1913 folgte seine Beförderung zum Generalmajor und als solcher erhielt er das Kommando über die Tundscha-Division.
Am 6. August 1915 übernahm Schekow den Posten des Kriegsministers von seinem Vorgänger Iwan Fitschew. Zeitgleich fungierte er für die Dauer des Ersten Weltkriegs auch als Oberbefehlshaber der bulgarischen Armee. 1919 schied er aus dem aktiven Dienst aus und wurde in den Ruhestand versetzt.

## Ehrungen, Auszeichnungen
- Großkreuz des St. Alexander-Ordens

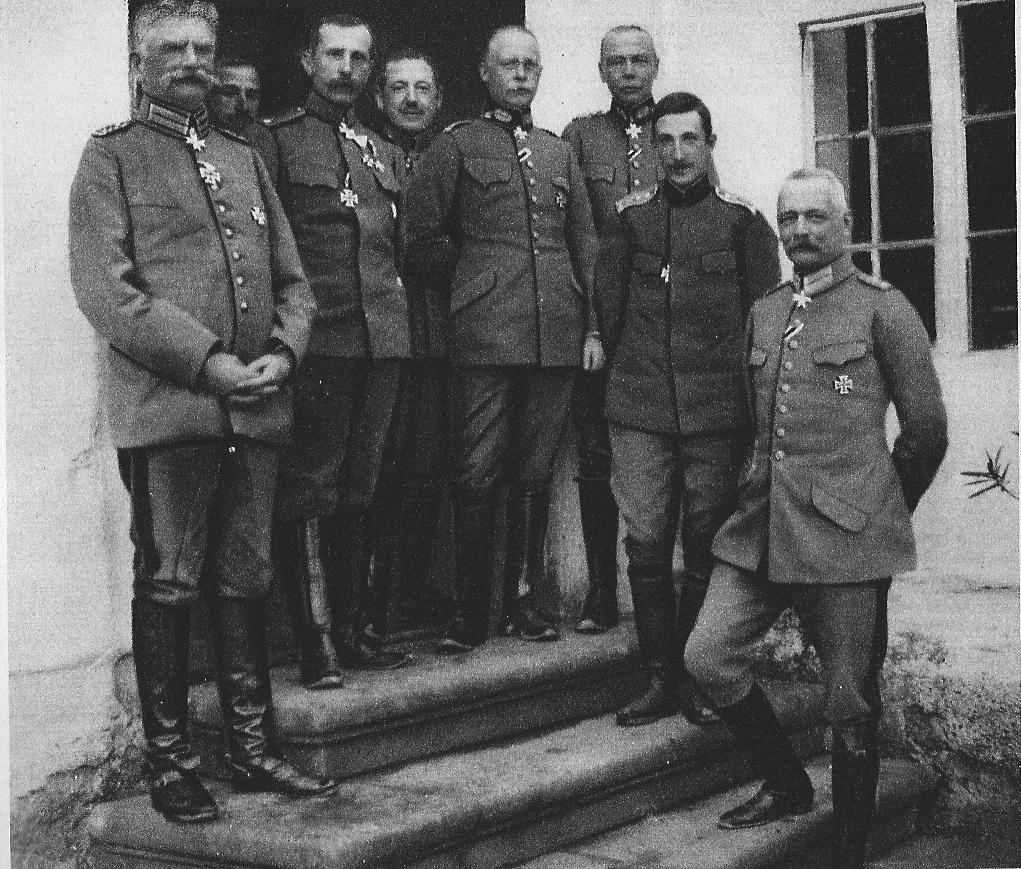
Von rechts nach links: Erich von Falkenhayn, Kronprinz Boris, Hans von Seeckt, Gerhard Tappen, Oberst Gantschew, General Nikola Schekow, unbekannt, August von Mackensen in Paraćin am 6. November 1915

- Militärorden für Tapferkeit I. Klasse
- Großkreuz des Bulgarischen Militär-Verdienstordens[1]
- Pour le Mérite, verliehen von Wilhelm II. am 18. Januar 1916
- Großkreuz des Roten Adlerordens
- Herzoglich Sachsen-Ernestinischer Hausorden
- Orden der Württembergischen Krone
- Osmanje-Orden, 1. Klasse